# Копси
Копси (англ. Copsi; убит 11 марта 1067) — эрл Нортумбрии в 1067 году, участник норвежских вторжений в Англию в 1066 году, и первый правитель Нортумбрии после нормандского завоевания Англии.

## Биография
Копси, вероятно, происходил из североанглийской англо-скандинавской знати и состоял на службе у эрла Тостига, когда тот управлял Нортумбрией. Во время восстания 1065 года Тостиг вместе со своими сторонниками, среди которых был и Копси, был изгнан из Англии. Копси нашёл убежище на Оркнейских островах, владении короля Норвегии. Он, вероятно, участвовал в переговорах Тостига с норвежским королём Харальдом III Суровым о совместном вторжении в Англию, поскольку весной 1066 года с флотилией из семнадцати кораблей, набранных на Оркнейских островах, Копси присоединился к атаковавшей Кент и Восточную Англию эскадре Тостига. Эта попытка Тостига самостоятельно напасть на англосаксонское государство провалилась: его войска были разбиты королём Гарольдом II, а сам он, вероятно, вместе с Копси, бежал в Шотландию.
Возможно, Копси также участвовал во вторжении Харальда Сурового в Нортумбрию в сентябре 1066 года, которое завершилось крахом: в битве при Стамфорд-Бридже 25 сентября норвежцы были разгромлены Гарольдом. Однако в октябре того же года страна была завоёвана нормандским герцогом Вильгельмом. Копси принёс присягу верности новому королю и в марте 1067 года добился своего назначения графом Нортумбрии. Таким образом, Копси стал первым правителем Северной Англии после нормандского завоевания.
Однако Копси не смог закрепиться в своём графстве. В Нортумбрии была очень сильна местная англосаксонская знать, ведущая своё происхождение от древних правителей Берниции, которая с недоверием относилась к ставленникам нормандцев. Всего через пять недель после своего прибытия в Нортумбрию Копси был убит 11 марта вместе со своими приближенными людьми в Ньюберне Осульфом, сыном Эдвульфа III, главы самого знатного берницийского рода. После убийства Осульф был провозглашён графом Нортумбрии.